# Ojcowie pustyni
Ojcowie pustyni – pierwsi mnisi chrześcijańscy, którzy od końca III wieku prowadzili życie samotne albo w niewielkich zgromadzeniach na pustyniach egipskich, a następnie w Syrii i Palestynie.

## Miejsce zamieszkania
Asceci zajmowali głównie obszary na pustyni wzdłuż doliny Nilu (w pasie nieużytków, oddalonym od uprawnej i zamieszkanej części bliżej rzeki) oraz na pustyni zachodniej, znajdującej się na zachód od Delty Nilu (dzisiaj: Wadi Natrun).
Zamieszkiwali jaskinie lub dawne starożytne grobowce, drążone w czasach faraońskich na terenach na tyle oddalonych od Nilu, że nie nadawały się do uprawy. Jaskinie i groby były zamieszkiwane samodzielnie lub przedzielane murami z suszonej cegły, by pomieścić kilku braci.

## Asceza
Wspólną cechą ojców pustyni była radykalna asceza: wyrzeczenie się poprzednio prowadzonego życia, rezygnacja z małżeństwa, usunięcie się na margines społeczeństwa, życie w samotności (monachoi) i ubóstwie wg surowej dyscypliny. Składała się na nią intensywna modlitwa, trwanie w odosobnieniu, praca, ubóstwo, liczne posty i praktyki pokutne. Ojcowie pustyni zarabiali na utrzymanie prostą, rzemieślniczą pracą: wyplataniem lin i mat z sitowia, pleceniem koszyków, tkactwem oraz uprawą jarzyn czy najemną pracą przy żniwach na polach.

## Pochodzenie społeczne
Większość ojców pustyni pochodziło ze środowisk chłopskich (Makary Egipski, Paweł Prostak, Pachomiusz, Szenute). Wśród mnichów bywali też arystokraci (Arseniusz). Na egipskiej pustyni pojawili się też przybysze z innych krain: Ewagriusz z Pontu (Azja Mniejsza), Jan Kasjan ze Scytii, Palladiusz z Galacji. Ojcowie pustyni władali w większości wyłącznie językiem koptyjskim, w odróżnieniu od ówczesnej hierarchii kościelnej na terenie Egiptu, mówiącej po grecku. Duża część ojców pustyni była niepiśmienna.

## Główne ośrodki
Za pierwszy wzór ojca pustyni uznaje się Antoniego Wielkiego, który zapoczątkował życie pustelnicze w okolicy Pispir.
Możemy wyróżnić trzy główne ośrodki, wokół których koncentrowało się życie ojców pustyni:
- Nitria (Wadi an-Natrun) na Pustyni Zachodniej, założony w 330 przez Abba Ammuna, ucznia Antoniego;
- Cele, założone w 338;
- Sketis, założone przez Makarego Egipskiego (Wadi Natrun)[1].